# Beni Boussaïd
Pour les articles homonymes, voir Boussaïd.
Beni Boussaïd est une commune de la wilaya de Tlemcen en Algérie. C'est le territoire de la tribu berbère et berbère arabisée éponyme des Beni Boussaïd. Les Beni Boussaïd sont d'origine berbère zénète. Ils sont arabophones et berbèrophones. Leur dialecte berbère est similaire au dialecte berbère des Trara, des Beni Snous, ou du Rif oriental (Iznassen, Ikebdanen, etc.) au Maroc voisin,.

## Géographie

### Situation
Le territoire de la commune de At-Boussaïd est situé à l'ouest de la wilaya de Tlemcen. Son chef-lieu, Zouia ou Tassirt en Tamazight, est située à environ 48 km à vol d'oiseau au sud-ouest de Tlemcen.
| (Maroc) | Maghnia            | Sidi Medjahed |
| (Maroc) | Beni Boussaïd      | Beni Snous    |
| (Maroc) | (Maroc), El Bouihi | Beni Snous    |

### Localités de la commune
En 1984, la commune de Beni Boussaïd est constituée à partir des localités suivantes :
- Zouia (chef-lieu) Tassirt en Tamazight
- Mohamed Salah ou Mohand Ou-Salah
- Sidi Mebarek
- Roubane ou Iroubban
- Hïdess ou Ahidas
- Ayer Aghrib
- Ouled Moussa / Ait Moussa

## Origines de la tribu des Beni Boussaïd
Beni Boussaïd est une tribu algérienne berbère et berbère arabisée, issue de la tribu des Beni Habib, qui est issue de la tribu des Maghraouas, qui est est une tribu berbère zénète.
La tribu des Beni Boussaïd est divisée en cinq tribus berbères, dont :
• At Mezzaj
• At Moussa ben Yahya
• At Belgacem
• At Aziz
• At Iboukhelfen.
Il y a quatre tribus, originaires de la tribu des Beni Boussaid, faisant partie dorénavant de la tribu rifaine voisine des Yat Iznassen depuis plus de deux siècles, dont :
• Yat Bou'amala (de Yat Boussaïd de Yat El Ghazi de Yat Khaled de Yat Iznassen du Rif)
• Yat El Bali (de Yat Boussaïd de Yat El Ghazi de Yat Khaled de Yat Iznassen du Rif)
• Yat Segmimane (de Yat Boussaïd de Yat Drar de Yat Khaled de Yat Iznassen du Rif)
• Yat Chamala (de Yat Boussaïd de Yat Khelouf de Yat Menqouch de Yat Iznassen du Rif).
La tribu rifaine des Yat Iznassen, a d'ailleurs soutenu l'Émir Abdelkader ibn Muhieddine et son ephémère pays contre la colonisation française en 1844 (Émirat d'Abdelkader), ce qui a valu au Maroc, le bombardement de Tanger,, qui se soldat par l'appel au retrait des Marocains, la bataille d'Isly, et la signature du traité de Tanger.